# Филипик Вардан
Филипик Вардан (на гръцки: Φιλιππικός Βαρδάνης) е византийски император в периода 711 до 713 година.

## Произзход и възкачване
Филипик, роден с името Вардан, е син на аристократа с арменски произход Никифор. Осланяйки се на подкрепата на монотелистката партия, той предявява претенции към трона при избухването на първото голямо въстание срещу Юстиниан II. Това довежда до заточението му в Кефалония от Тиберий III Апсимар и след това до неговото заточение, по заповед на Юстиниан II, в Херсон. Там Вардан приема името Филипик и успешно подтиква жителите на бунт с помощта на хазарите. Бунтовниците обсаждат Константинопол и Юстиниан II бяга (скоро след това бил убит по политически причини, неспособен да събере поддръжници в провинциите). Филипик се възкачва на трона.

## Управление
Сред първите му действия са замяната на патриарх Кир I Константинополски с фаворита му Йоан VI Константинополски, член на неговата секта и призоваването към conciliabulum на Източните епископии, който отменил каноните на Шести Вселенски събор. Филипик бил убеден монотелит. В отговор Римската църква отказва да признае новия император и патриарха.
Междувременно българският хан Тервел достига стените на Константинопол през 712 година. Когато Филипик прехвърля армията да контролира Балканите, Омаядският халифат начело с Ал-Валид I извършва набези срещу слабата защита в Мала Азия.
В края на май 713 година Опсикийските войски се разбунтуват в Тракия. Някои от техните офицери проникват в императорския дворец и ослепяват Филипик на 3 юни 713 година. Той е наследен за кратко от своя главен секретар Артемий, който бил провъзгласен за император под името Анастасий II.